# NGC 7650
NGC 7650 este o interacting galaxies⁠(d) situată în constelația Tucanul. A fost descoperită în 28 octombrie 1834 de către John Herschel. Se află la o distanță de 46,83 de megaparseci de Pământ.